# Cal Santo
Cal Santo és una obra amb elements gòtics d'Arnes (Terra Alta) inclosa a l'Inventari del Patrimoni Arquitectònic de Catalunya.

## Descripció
Edifici medieval de tres plantes, s'obre a tres carrers. Els murs són robustos, de carreus i a la vista a la planta baixa i a les cantonades. El pis, que vola metre i mig de la planta baixa, està fet amb maçoneria i a la segona, els tancaments són de tàpia, ja que no s'emprava com a habitatge.
L'única obertura de la planta baixa és la porta d'entrada, realitzada mitjançant un arc de mig punt adovellat. Les obertures del pis estan balconades. El tancament de la golfa es retira i recupera l'alineació amb la façana de la planta baixa.
La coberta està feta amb teula àrab a un vessant.